# Bernardo José Pinango
Bernardo José Pinango, född den 9 februari 1960 i Caracas, Venezuela, är en venezuelansk boxare som tog OS-silver i bantamviktsboxning 1980 i Moskva. I finalen förlorade han med 0-5 mot kubanen Juan Hernandez.